# باهرة أليفة الأحجار
باهرة أليفة الأحجار (الاسم العلمي: Agave petrophila) هو نوع من النباتات يتبع جنس الباهرة من الفصيلة الهليونية.